# Nikolai Wjatscheslawowitsch Cholostenko
Nikolai Wjatscheslawowitsch Cholostenko (russisch Николай Вячеславович Холостенко; 7. Februar 1902 in Kiew, Russisches Kaiserreich; † 1978 in Kiew, Sowjetunion) war ein sowjetischer Architekt. Er wirkte vor allem in Kiew. Neben der Projektierung neuer Gebäude beschäftigte er sich auch mit der Erforschung und Dokumentation von Baudenkmälern des alten Russlands.

## Leben und Werk
Cholostenko wurde am 7. Dezember 1902 in Kiew, nach anderen Quellen in Łódź im heutigen Polen geboren. 1922 begann er sein Studium am Kiewer Architekturinstitut. Zu seinen Lehrern zählten Pawel Fedotowitsch Aljoschin, Ippolit Wladislawowitsch Morgilewskij, Walerian Nikitowitsch Rykow, Wassyl Krytschewskyj und Alexander Matwejewitsch Werbizkij. Er schloss 1929 seine Studien am Kiewer Kunstinstitut ab. Gemeinsam mit seinem Bruder, Iossif Karakis, Michail Ignatjewitsch Gretschina, Pjotr Grigorjewitsch Jurtschenko und Wolodymyr Sabolotnyj gründete er die Gesellschaft „Oktober“. In den 1930er Jahren arbeitete er mit Karakis und Jurtschenko zusammen. Ergebnis der Zusammenarbeit mit Karakis war ein Projekt für die Neugestaltung des Kiewer Schiffsanlegers. Die Masse seiner folgenden Arbeiten entwarf er im Stil des Konstruktivismus.
Jakow Aronowitsch Schteinberg zählte ihn zusammen mit Karakis und Gretschina zu den ernsthaften Architekten der Ukrainischen Sozialistischen Sowjetrepublik.
Nach dem Ende des Zweiten Weltkrieges war die Erforschung und Rekonstruktion von Baudenkmälern der Alten Rus im Kiew, Tschernihiw, Putywl, und Nowhorod-Siwerskyj ein weiterer Schwerpunkt seiner Arbeit. Cholostenko rekonstruierte anhand der von ihm geleiteten Ausgrabungen in den 1950er Jahren das ursprüngliche Aussehen der Kirche des heiligen Kyrill in Kiew. Von ihm stammt ebenfalls ein Versuch der Rekonstruktion des Goldenen Tores in Kiew.

## Projekte (Auswahl)
- Botanischer Garten der Akademie der Wissenschaften der Ukrainischen Sozialistischen Sowjetrepublik, zusammen mit Alexander Wlassow und Wadim Iwanowitsch Gopkalo, 1954[3][5]
- Chruschtschow-Siedlung (Bagrinowa gora), Kiew, 1948–1953[6]
- Haus der Spezialisten am Siegesprospekt 30, Kiew[3][7]
- Haus in der Kudrjawskaja-Straße 2, Kiew
- Haus am Andreassteig 30, Kiew, abgerissen
- Haus der Wohnungs- und Baugenossenschaft „Syaivo“ in der Tscheljuskinzew-Straße Nr. 11 (heute Kostelnaja Nr. 6), Kiew. 1931
- Gebäude des Zentralkaufhauses (ZUM) am Chreschtschatyk, zusammen mit Karakis und Kisselewitsch, Kiew, 1932, unvollendet, abgerissen[8]
- Kindertheater in der Karl-Marx-Straße 4b, Kiew, 1941 zerstört
- Wohnhaus der Genossenschaft „Wissenschaftlicher Arbeiter“, Kiew

## Ausgrabungen und Rekonstruktionen (Auswahl)
- Kirche des Heiligen Kyrill, Kiew[1]
- Boris-und-Gleb-Kathedrale, Tschernihiw
- Großer Glockenturm des Kiewer Höhlenklosters, Kiew, 1959–1960, Mitautor
- Rekonstruktion des Goldenen Tores, Kiew[4][9]

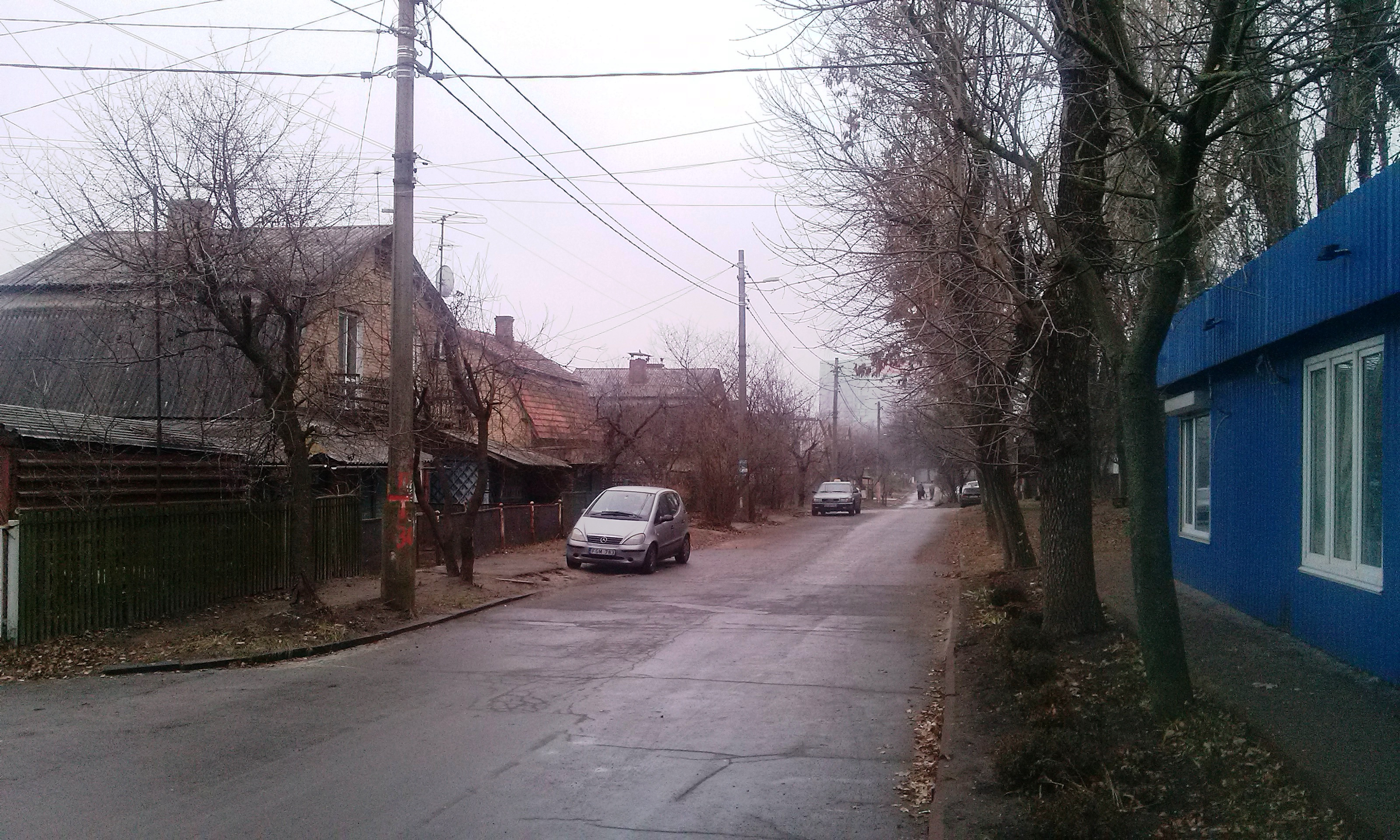
Raketenstraße, ehem. Chruschtschow-Siedlung
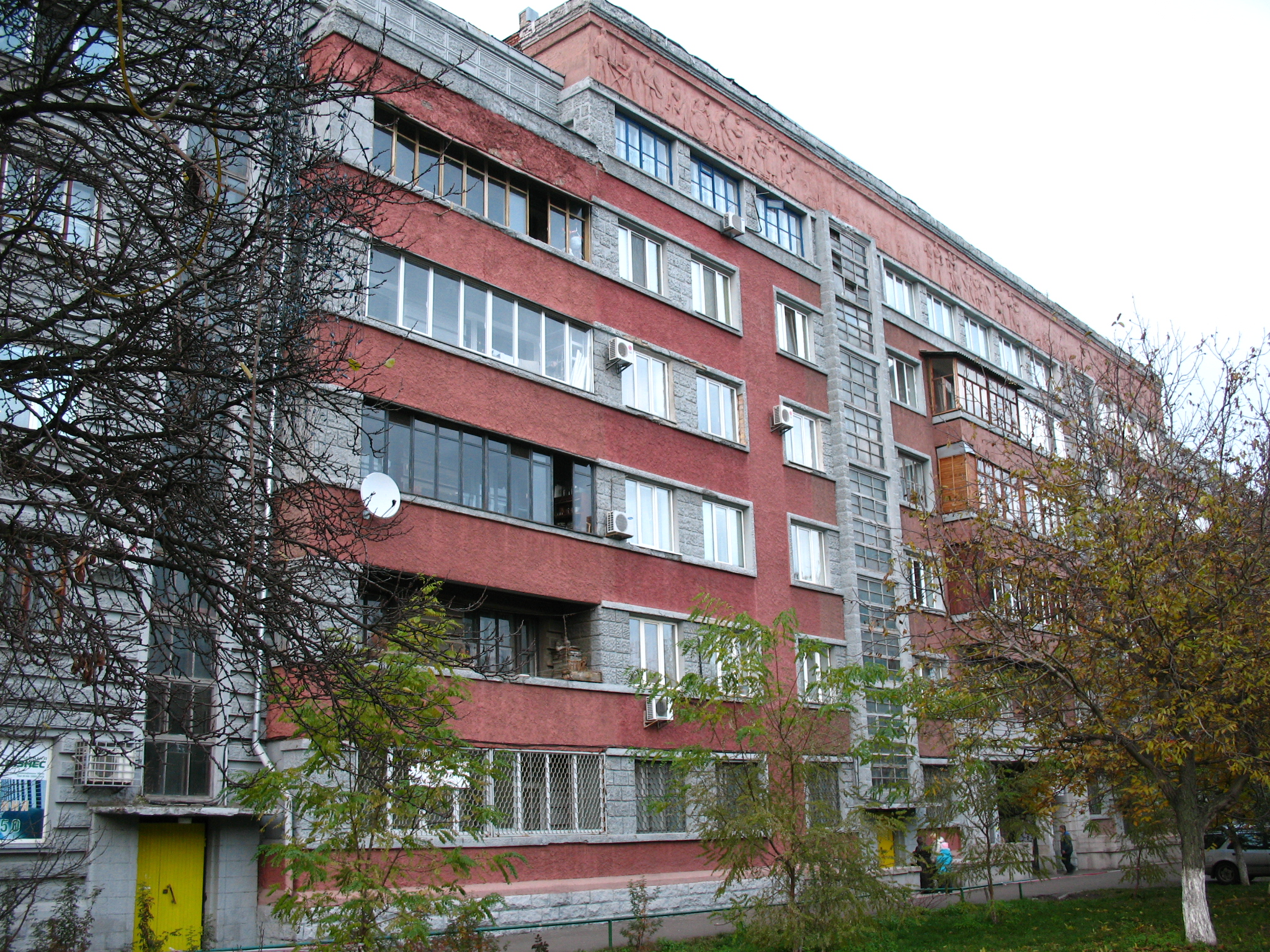
Haus der Spezialisten
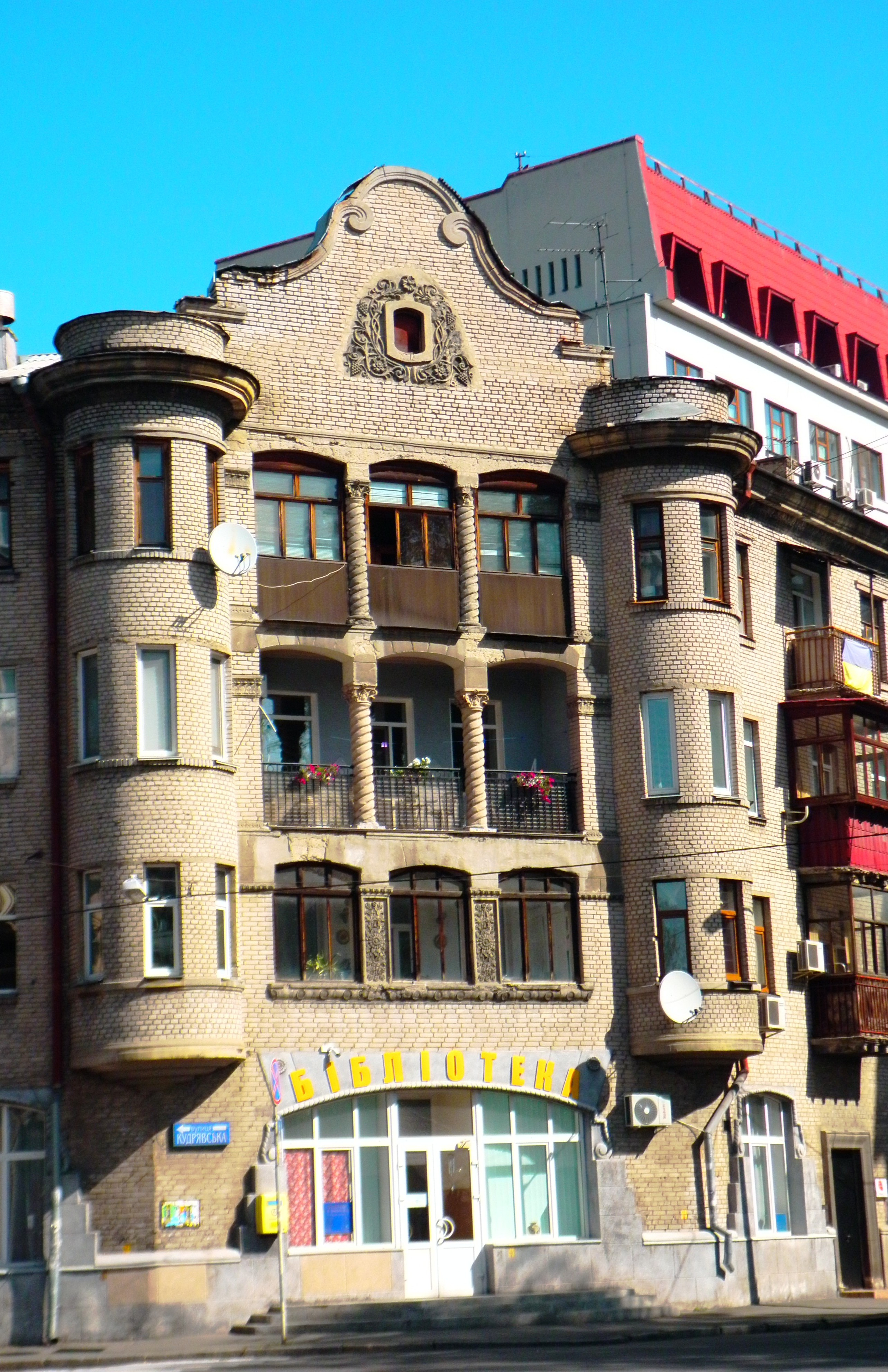
Kudrjadowskaja-Straße 2
Haus der Wohnungs- und Baugenossenschaft „Syaivo“

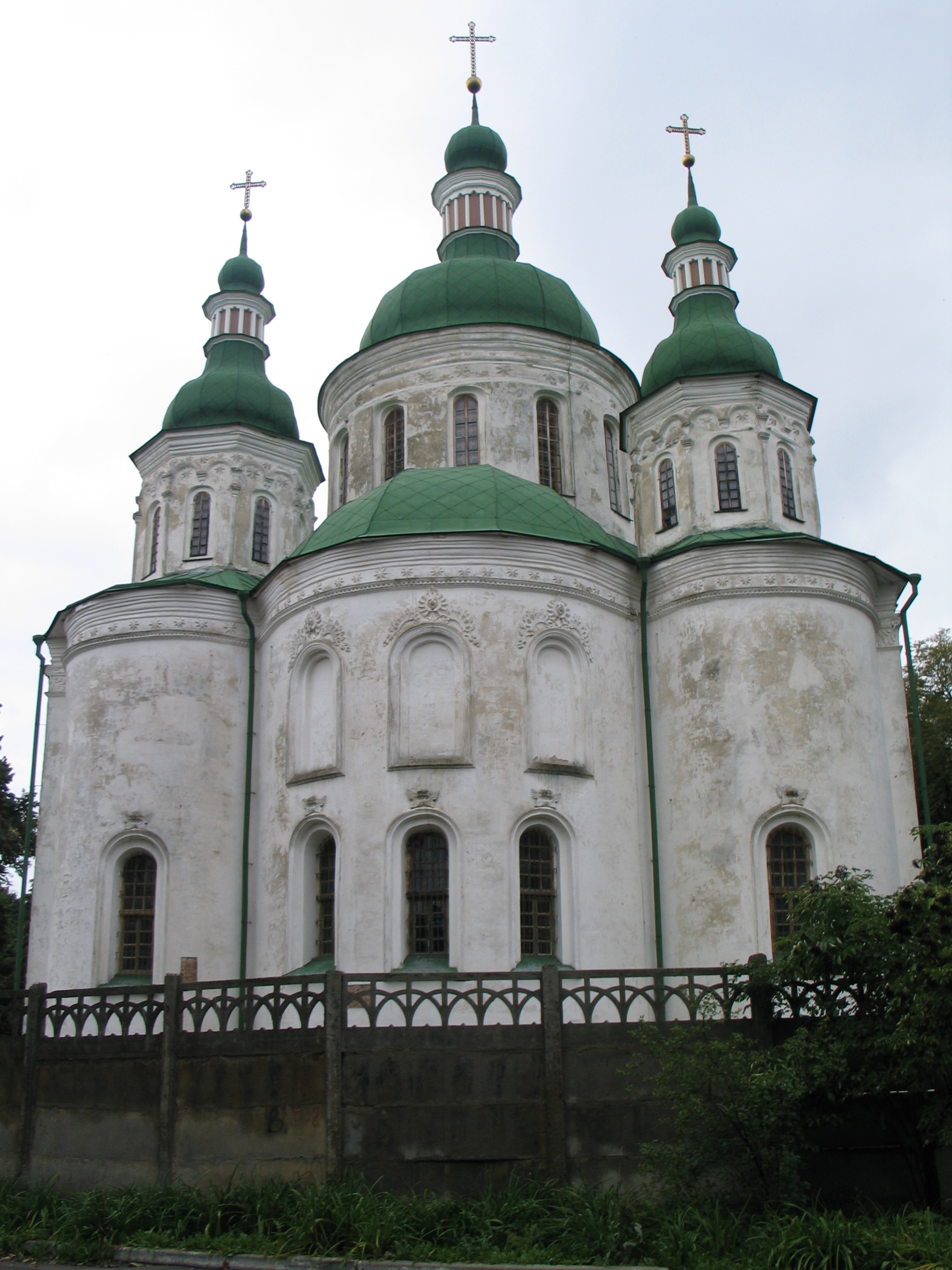
Kirche des Heiligen Kyrill
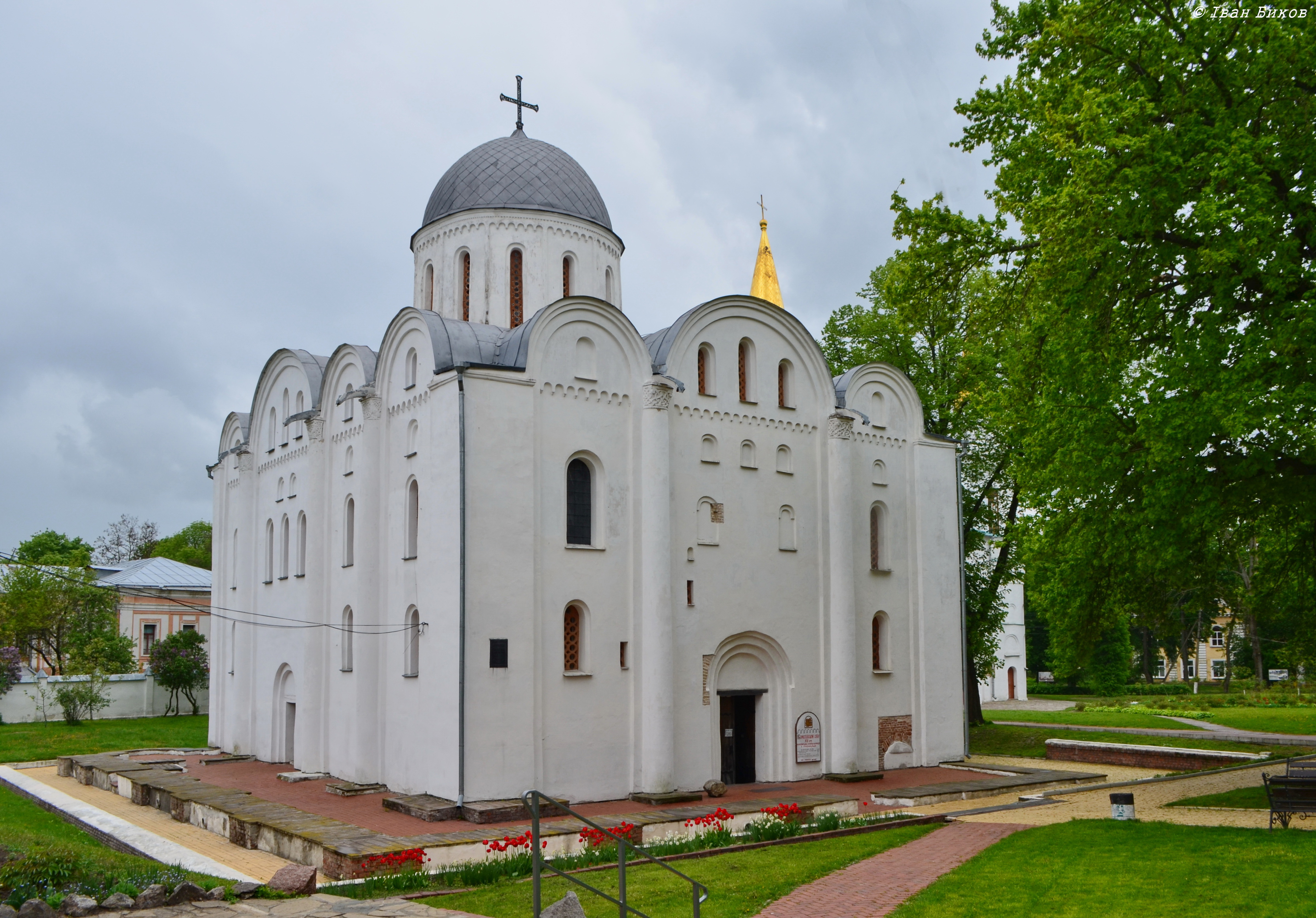
Boris-und-Gleb-Kathedrale
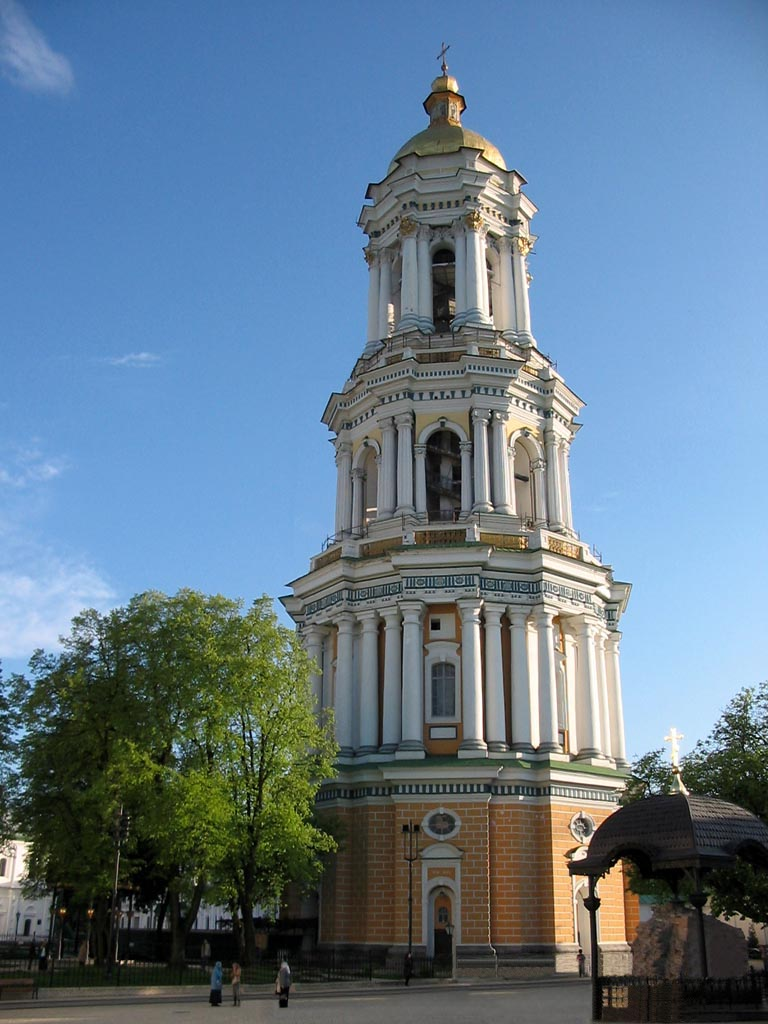
Großer Glockenturm des Kiewer Höhlenklosters
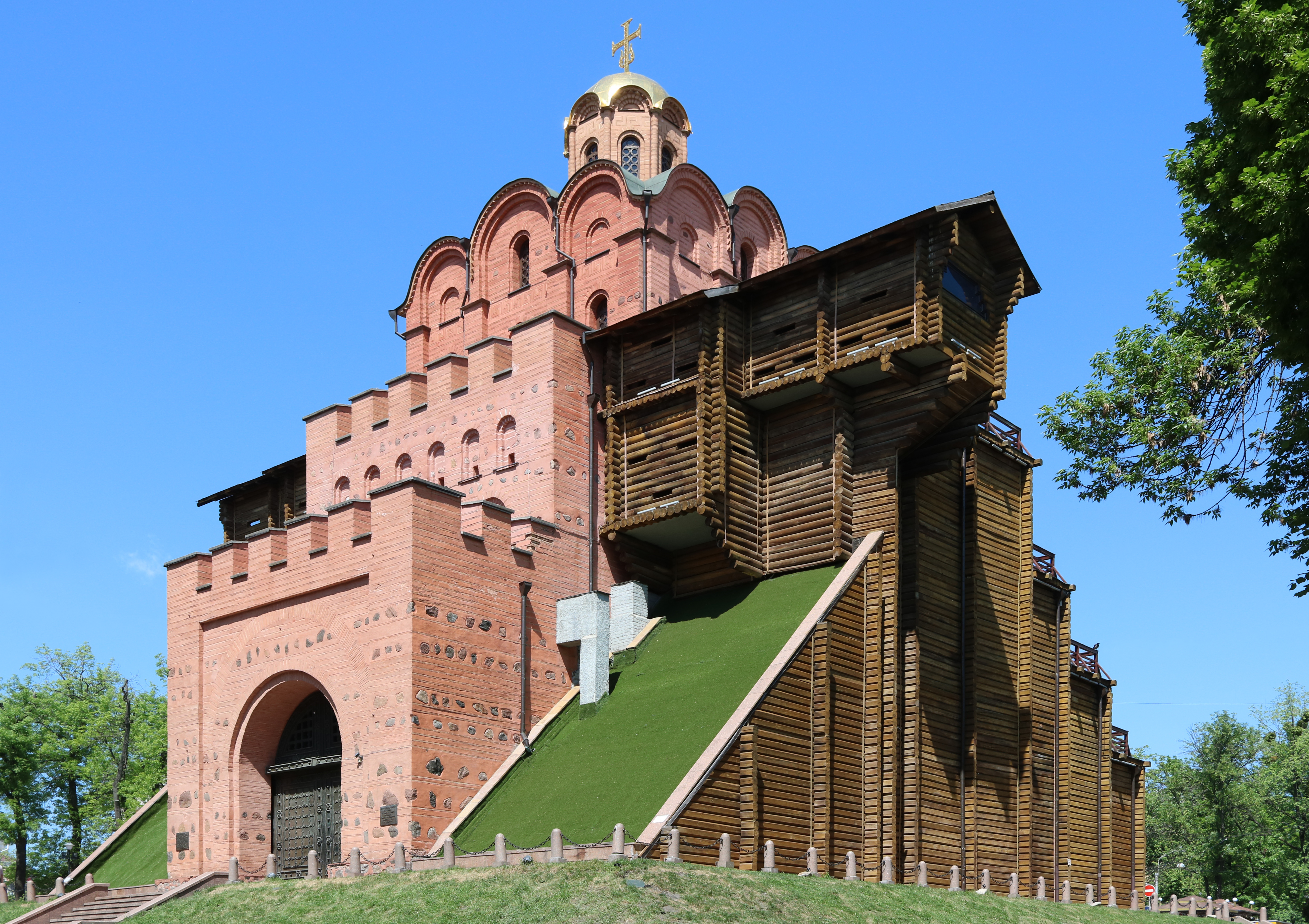
Goldenes Tor, Kiew